# Le Sorcier de Linn
Le Sorcier de Linn est un roman de science-fiction, écrit en 1950 par A. E. van Vogt (Canada).
Ce roman, qui fait suite à l'Empire de l'atome, est considéré comme une œuvre majeure de Van Vogt. Il fait partie du Cycle de Linn.
Clane Linn est un membre de la famille royale, mais comme il est difforme, il ne peut que rester dans l'ombre. Il doit protéger sa planète natale contre une race extraterrestre belliqueuse. Elle est capable d'utiliser différentes armes, mais cette race, tout comme celle des humains, a perdu une grande partie de sa connaissance technique. Le mutant sera amené à utiliser sa science fragmentaire pour gagner la guerre.

## Résumé
Les différentes campagnes militaires décrites dans le roman précédent du Cycle de Linn ont décimé la famille régnante, ce qui rapproche Clane Linn du pouvoir. Par contre, il est en butte aux attaques perpétrées par un chef barbare qui a rendu les armes après sa défaite dans le roman précédent, ainsi qu'à celles de la veuve de l'un de ses frères. 
Malgré cela, il cherche activement la solution au problème que pose l'invasion extraterrestre, car celle-ci sera fatale aux Terriens dans un avenir rapproché, peu importe les forces terrestres en présence.
Utilisant un outil de l'âge d'or scientifique humain, il s'empare d'un énorme vaisseau extraterrestre capable d'embarquer des milliers de soldats, tout comme leur famille. Une fois tous ces gens à bord du vaisseau, le mutant s'embarque pour une odyssée qui le mènera sur la planète-mère extraterrestre.
En cours de route, il déjoue la tentative du chef barbare de s'emparer du vaisseau et fait connaissance avec des planètes jumelles qui vivent à l'ombre de la puissance militaire extraterrestre sans être inquiétées outre mesure. Après étude, le mutant détermine que la sécurité de ces planètes tient à un fil.
Sur la planète-mère, il tente de négocier la paix avec les extraterrestres en souhaitant partager différentes planètes. Ceux-ci refusent. Par ailleurs, il découvre sur cette planète une race humanoïde capable de fabriquer une arme extraterrestre, ce que ne peuvent réaliser les techniciens de la Terre. 
Après sa tentative de paix infructueuse, il met le cap sur la Terre pour tenter de la sauver de la destruction. Une fois de retour, il prend le pouvoir pour mettre en place un système défensif digne de ce nom face aux armes extraterrestres. Étant consciencieux, il s'épuise à effectuer la lourde tâche administrative qui vient avec son nouveau poste et tombe malade, alors que la guerre fait rage sur toute la planète. 
Autrefois ennemi du mutant, le chef barbare vient le sauver d'une mort certaine aux mains d'un médecin primitif. Dès lors, le mutant, ayant repris ses forces et ses esprits, met l'ennemi à genoux avec une arme qui combine les sciences terrestre et extraterrestre.